# Living Computers: Museum + Labs
Le Living Computer Museum ensuite rebaptisé Living Computers: Museum + Labs (ou LCM+L) était un musée de l'informatique et de la technologie situé dans le quartier de SoDo à Seattle, dans l'État de Washington, aux États-Unis.
Ce musée se distinguait d'autres musées du même type par son approche interactive unique, permettant aux visiteurs de réellement utiliser des ordinateurs vintage et emblématiques, soit via des systèmes de temps partagé, soit via des interfaces individuelles. Les machines étaient restaurées pour être pleinement fonctionnelles, offrant une expérience immersive de l'histoire de l'informatique. Le LCM+L avait également étendu son offre pour inclure des interactions directes avec des technologies contemporaines comme les voitures autonomes, l'Internet des objets, le big data et la robotique. Le musée proposait en outre des programmes éducatifs dans ses espaces de laboratoire.
D'abord fermé en février 2020 en raison de la pandémie de Covid-19, le musée a annoncé sa fermeture définitive en juin 2024. Sa collection d'ordinateurs, majoritairement propriété de la succession de Paul Allen, cofondateur de Microsoft, doit être mise aux enchères par la maison Christie's,,.

## Histoire

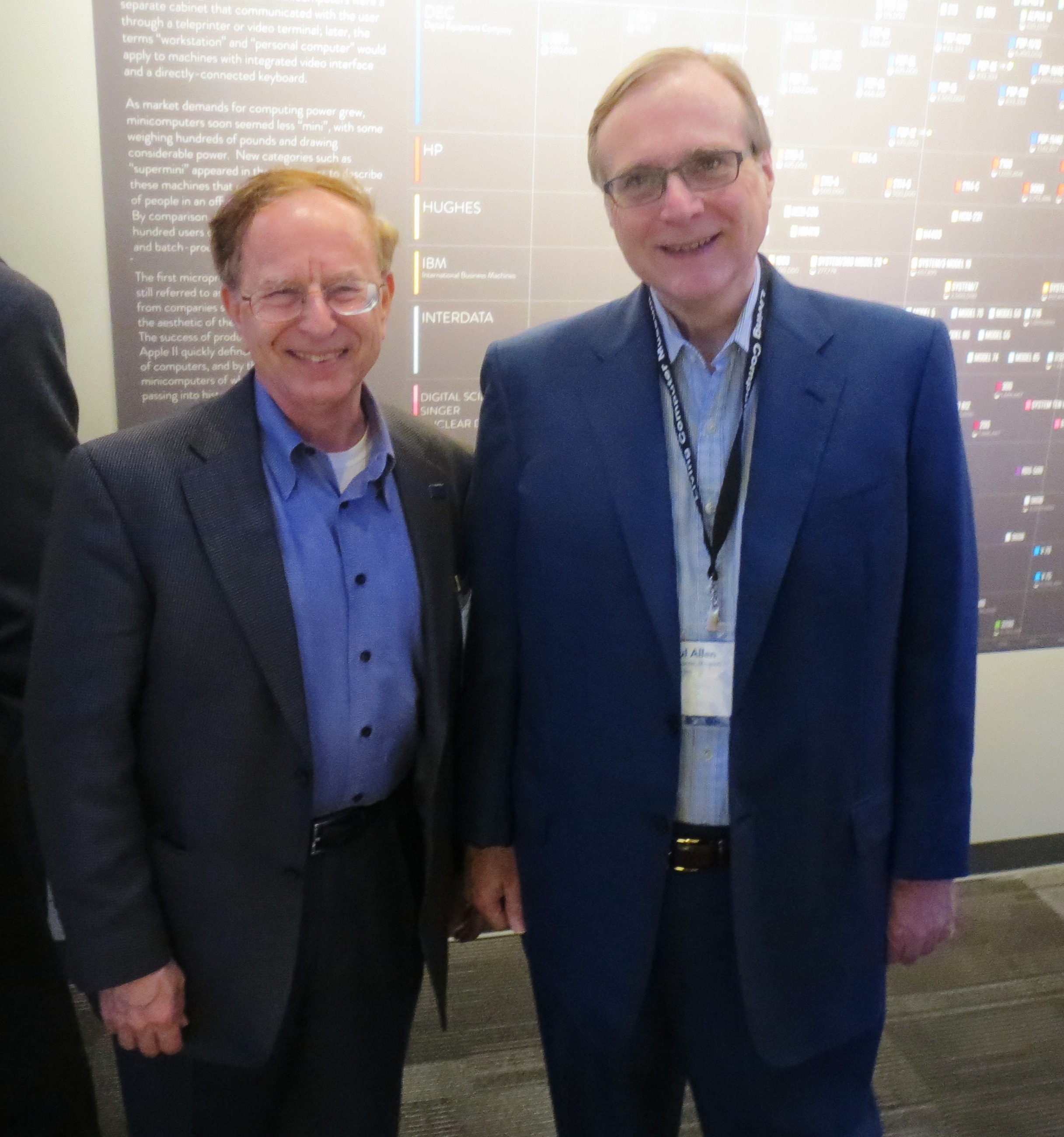
Harry Garland et Paul Allen lors d'un évènement en l'honneur des pionniers de l'informatique au musée en avril 2013.

Ce musée a été fondé par Paul Allen, cofondateur de Microsoft, le 9 janvier 2006.
À travers PDPplanet, les utilisateurs pouvaient se connecter via Telnet à d'anciens appareils et expérimenter l'informatique en temps partagé sur des équipements de Digital Equipment Corporation (DEC) et XKL.
Des utilisateurs du monde entier pouvaient demander un identifiant via le site web du LCM+L et se connecter via Telnet à des systèmes de XKL, DEC, IBM, Xerox Sigma, AT&T et CDC.
Le musée a ouvert ses portes au public le 25 octobre 2012, permettant aux visiteurs d'interagir en personne avec sa collection de macroordinateurs, mini-ordinateurs, micro-ordinateurs et périphériques exposés. Des expositions variées et évolutives montraient l'évolution rapide des ordinateurs et de la technologie au cours des 50 dernières années et comment ils continuaient de changer. En 2013, le Seattle Weekly a élu le musée « Meilleur musée geek » car il mettait en lumière « une partie essentielle de l'histoire binaire de Seattle — la fondation de Microsoft et son rôle dans l'établissement de Seattle comme une industrie axée sur la technologie ».
Le 18 novembre 2016, l'institution a changé son nom en Living Computers: Museum + Labs, pour mieux refléter ses objectifs élargis d'éveil de la curiosité par des expériences directes avec ces technologies contemporaines, au delà du simple contact avec des ordinateurs vintage.
Le musée a fermé en février 2020 en raison de la pandémie de Covid-19 et n'a pas rouvert par la suite. La succession d'Allen a annoncé la fermeture permanente du musée en juin 2024, avec des plans de mise aux enchères de certains éléments de la collection,.

## Collections et expositions
La collection du musée était composée d'éléments, pour partie offerts au musée par le public et pour partie issus de la collection personnelle de Paul Allen. Parmi les ordinateurs fonctionnels exposés figuraient un superordinateur, sept macroordinateurs, dix mini-ordinateurs et plus de trois douzaines de micro-ordinateurs.
Diverses pièces du musée ont servi de décor ou ont été prêtées et utilisées dans des séries télévisées telles que Mad Men et Halt and Catch Fire.

### Ordinateurs
| Fabricant              | Modèle                                                   | Type                                      | Année d'introduction                             | Disponible pour le public | Accès Telnet |
| ---------------------- | -------------------------------------------------------- | ----------------------------------------- | ------------------------------------------------ | ------------------------- | ------------ |
| Amazon                 | Kindle 1                                                 | Portable                                  | 2007                                             | Oui                       | Non          |
| Amiga                  | 500                                                      | Micro-ordinateur                          | 1987                                             | Oui                       | Non          |
| Apple                  | Apple 1                                                  | Micro-ordinateur                          | 1976                                             | Oui                       | Non          |
| Apple                  | II                                                       | Micro-ordinateur                          | 1977                                             | Oui                       | Non          |
| Apple                  | IIe                                                      | Micro-ordinateur                          | 1983                                             | Oui                       | Non          |
| Apple                  | III                                                      | Micro-ordinateur                          | 1980                                             | Oui                       | Non          |
| Apple                  | Lisa 2                                                   | Micro-ordinateur                          | 1984                                             | Oui                       | Non          |
| Apple                  | iMac G3                                                  | Micro-ordinateur                          | 1998                                             | Oui                       | Non          |
| Apple                  | Macintosh SE                                             | Micro-ordinateur                          | 1987                                             | Oui                       | Non          |
| Apple                  | Power Mac G4                                             | Micro-ordinateur                          | 1999                                             | Oui                       | Non          |
| AT&T                   | DMD 5620 / 3B2                                           | Mini-ordinateur                           | 1983                                             | Oui                       | Oui          |
| Atari                  | 2600                                                     | Console de jeu vidéo                      | 1977                                             | Oui                       | Non          |
| Atari                  | 400                                                      | Micro-ordinateur                          | 1979                                             | Oui                       | Non          |
| Atari                  | 1040 ST                                                  | Micro-ordinateur                          | 1985                                             | Oui                       | Non          |
| Columbia Data Products | MPC 1600                                                 | Micro-ordinateur                          | 1982                                             | Oui                       | Non          |
| Commodore              | PET                                                      | Micro-ordinateur                          | 1977                                             | Oui                       | Non          |
| Commodore              | 64                                                       | Micro-ordinateur                          | 1982                                             | Oui                       | Non          |
| Compaq                 | DeskPro 386S                                             | Micro-ordinateur                          | 1989                                             | Oui                       | Non          |
| Compaq                 | Portable                                                 | Micro-ordinateur                          | 1983                                             | Oui                       | Non          |
| Control Data           | 6500                                                     | Superordinateur                           | 1967                                             | Non                       | Oui          |
| Control Data           | DD60 monitor                                             | Console d'opérateur                       | 1964                                             | Non                       | Non          |
| Control Data           | 405 card reader                                          | Périphérique                              | 1964                                             | Non                       | Non          |
| Control Data           | 679-6 magnetic tape transport                            | Périphérique                              | 1964                                             | Non                       | Non          |
| Cray                   | Cray-1                                                   | Grand système                             | 1975                                             | Non                       | Non          |
| Cromemco               | Z-2D                                                     | Micro-ordinateur                          | 1978                                             | Oui                       | Non          |
| Data General           | Nova                                                     | Mini-ordinateur                           | 1969                                             | Oui                       | Non          |
| DEC                    | PDP-7                                                    | Mini-ordinateur                           | 1964                                             | Non                       | Non          |
| DEC                    | PDP-8/E                                                  | Mini-ordinateur                           | 1970                                             | Oui                       | Non          |
| DEC                    | PDP-10 KA10 (DECsystem-10)                               | Grand système                             | 1968                                             | Non                       | Non          |
| DEC                    | PDP-10 KI10 (DECsystem-10)                               | Grand système                             | 1971                                             | Non                       | Non          |
| DEC                    | PDP-10 KL10 (DECSYSTEM-2065)                             | Grand système                             | 1974                                             | Oui                       | Oui          |
| DEC                    | PDP-10 KL10 (DECSYSTEM-1095)                             | Grand système                             | 1974                                             | Oui                       | Oui          |
| DEC                    | PDP-10 KS10 (DECSYSTEM-2020)                             | Grand système                             | 1979                                             | Oui                       | Oui          |
| DEC                    | PDP-11/70                                                | Mini-ordinateur                           | 1975                                             | Oui                       | Oui          |
| DEC                    | PDP-12                                                   | Mini-ordinateur                           | 1969                                             | Non                       | Non          |
| DEC                    | VAX-11/780-5                                             | Mini-ordinateur                           | 1982                                             | Oui                       | Oui          |
| DEC                    | VT131                                                    | Terminal                                  | 1981                                             | Oui                       | Non          |
| Dell                   | Dimension XPS B733                                       | Micro-ordinateur                          | 1999                                             | Oui                       | Non          |
| E.S.R., Inc.           | Reproduction Digi-Comp II                                | Ordinateur jouet                          | 1965 (original) ; 2012 (reproduction)            | Oui                       | Non          |
| Honeywell              | Panneau de maintenance 6180 DPS-8/M et émulateur Multics | Périphérique ; émulation de grand système | 1973 (grand système)                             | Non                       | Non          |
| IBM                    | System/360 Model 30 mainframe                            | Grand système                             | 1964                                             | Non                       | Non          |
| IBM                    | Panneau avant System/360 Model 91                        | Périphérique                              | 1966                                             | Non                       | Non          |
| IBM                    | 029 card punch                                           | Périphérique                              | 1964                                             | Oui                       | Non          |
| IBM                    | 4361                                                     | Grand système                             | 1983                                             | Oui                       | Oui          |
| IBM                    | Personal Computer 5150                                   | Micro-ordinateur                          | 1981                                             | Oui                       | Non          |
| IBM                    | PCjr                                                     | Micro-ordinateur                          | 1984                                             | Oui                       | Non          |
| IBM                    | PC/AT                                                    | Micro-ordinateur                          | 1984                                             | Oui                       | Non          |
| IMLAC Corporation      | Émulateur PDS-1 "sImlac"                                 | Émulation de mini-ordinateur              | Années 1970 (mini-ordinateur) ; 2017 (émulateur) | Oui                       | Non          |
| IMSAI                  | 8080                                                     | Micro-ordinateur                          | 1975                                             | Oui                       | Non          |
| Interdata              | 7/32                                                     | Mini-ordinateur                           | 1974                                             | Oui                       | Oui          |
| MITS                   | Altair 8800                                              | Micro-ordinateur                          | 1975                                             | Oui                       | Non          |
| Microsoft              | PixelSense                                               | Micro-ordinateur                          | 2007                                             | Oui                       | Non          |
| NeXT                   | NeXTcube                                                 | Micro-ordinateur                          | 1990                                             | Oui                       | Non          |
| Nintendo               | NES-101                                                  | Console de jeu vidéo                      | 1993                                             | Oui                       | Non          |
| Osborne                | Executive                                                | Micro-ordinateur                          | 1982                                             | Oui                       | Non          |
| PLATO                  | Terminal V                                               | Micro-ordinateur                          | 1976                                             | Oui                       | Non          |
| Processor Technology   | Sol-20                                                   | Micro-ordinateur                          | 1976                                             | Oui                       | Non          |
| RadioShack             | TRS-80 Model 4                                           | Micro-ordinateur                          | 1983                                             | Oui                       | Non          |
| Sun Microsystems       | 3/160                                                    | Micro-ordinateur                          | 1986                                             | Oui                       | Non          |
| Tandy                  | 1000                                                     | Micro-ordinateur                          | 1984                                             | Oui                       | Non          |
| Tandy                  | Color Computer 3                                         | Micro-ordinateur                          | 1986                                             | Oui                       | Non          |
| Teletype               | Model 33                                                 | Terminal                                  | 1963                                             | Non                       | Non          |
| Teletype               | Model 35                                                 | Terminal                                  | 1963                                             | Non                       | Non          |
| Teletype               | Model 37                                                 | Terminal                                  | 1968                                             | Non                       | Non          |
| Texas Instruments      | Speak & Spell Compact                                    | Portable                                  | 1982                                             | Oui                       | Non          |
| Texas Instruments      | TI-99/4A                                                 | Micro-ordinateur                          | 1981                                             | Oui                       | Non          |
| Xerox                  | Sigma 9                                                  | Grand système                             | 1971                                             | Oui                       | Oui          |
| Xerox                  | Alto                                                     | Mini-ordinateur                           | 1973                                             | Oui                       | Non          |
| Xerox                  | Simulateur Alto « ContrAlto »                            | Émulation de mini-ordinateur              | 1973 (mini-ordinateur) ; 2016 (émulateur)        | Oui                       | Non          |
| XKL                    | TOAD-1                                                   | Grand système                             | 1995                                             | Oui                       | Non          |
| XKL                    | TOAD-2                                                   | Grand système                             | 2005                                             | Oui                       | Oui          |